# Avril 1816

## Événements
- 10 avril : 
  - Loi adoptant la charte de la Second Bank of the United States[1].
  - Une flotte anglo-hollandaise commandé par lord Exmouth arrive devant la Goulette et obtient du bey de Tunis Mahmoud la libération des esclaves chrétiens, la paix avec le Piémont et les Deux-Siciles et l'abolition de la course[2].
- 11 avril : à Philadelphie, Richard Allen fonde l'Église épiscopale méthodiste africaine, qu'on appelle communément AME Church (African Methodist Episcopal Church) ; église méthodiste composée de plusieurs congrégations méthodistes noires qui veulent se séparer des églises méthodistes blanches.
- 14 avril : traité de Munich. Le duché de Salzbourg passe de la Bavière à l’Autriche[3].
- 23 avril : 
  - fondation de Bathurst (Banjul) en Gambie par les Britanniques[4], qui rend pratiquement impossible la traite négrière.
  - France : l'École polytechnique est licenciée pour indiscipline par une ordonnance royale, en particulier la promotion 1814 à laquelle appartient Auguste Comte.
- 27 avril : 
  - l'escadre de lord Exmouth obtient du pacha de Tripoli la libération de 580 esclaves chrétiens et la signature de traités de paix avec le Piémont et les Deux-Siciles[2].
  - États-Unis : le Dallas tariff (en),  (droit de douane), est imposé par le Congrès des États-Unis qui  cherche à protéger la production américaine contre un afflux de marchandises britanniques à meilleur marché[5],[6].
- 28 avril, France : création par une loi de la Caisse des dépôts et consignations, pour rétablir le crédit de l'État, après les désordres financiers du Premier Empire.
- 30 avril - 1er mai : les janissaires tentent un coup d’État contre le bey de Tunis Mahmoud qui a cédé à l'ultimatum britannique, qui échoue. La milice turque quitte la Tunisie[7].

## Naissances
- 9 avril : Charles-Eugène Delaunay (mort en 1872), astronome et mathématicien français.
- 25 avril : Tsultrim Gyatso, le dixième dalaï-lama (fin en 1837).

## Décès
- 28 avril : René-Martin Pillet (né le 11 novembre 1761), officier français.